# Millerana
Millerana is een geslacht van vlinders van de familie Uilen (Noctuidae), uit de onderfamilie Pantheinae.

## Soorten
- Millerana arbosioides (Dognin, 1894)[2][1]
- Millerana austini Martinez, 2020[1]
- Millerana cajas Martinez, 2020[1]
- Millerana cundinamarquensis Martinez, 2020[1]
- Millerana matthewsae Martinez, 2020[1]
- Millerana tigrina Martinez, 2020[1]